# Парламентские выборы в Мьянме (2015)
Парламентские выборы в Мьянме прошли 8 ноября. Политические партии боролись во всех электоральных округах Мьянмы за 75 % кресел в верхней и нижней палатах парламента (четверть зарезервирована за военными).

## Общие сведения
Избирательная система Мьянмы мажоритарная (система относительного большинства) ставит правящую Партию солидарности и развития Союза в уязвимое положение, так как во многих избирательных округах местные кандидаты и партия Аун Сан Су Чжи Национальная лига за демократию имеют бо́льшую популярность. Идея перехода к пропорциональному голосованию поднималась в 2014 году, однако конституционный суд страны решил, что все варианты изменений противоречат конституции. Собранная в 2011 году избирательная комиссия работает в тесном сотрудничестве с международными наблюдателями и предпринимает усилия для увеличения прозрачности голосования и меры против массовых предварительных голосований. Народ Мьянмы в целом плохо понимает избирательный процесс и не интересуется политикой (лишь 4 % опрошенных смогли назвать кандидата от предпочитаемой партии, баллотирующегося в своём избирательном округе). Ситуация со свободой слова и свободой прессы в стране продолжает улучшаться, хотя решением президента более полумиллиона мусульман штата Ракхайн и около 100 000 китайцев и индийцев лишили права голоса на выборах.

## Подготовка
Правящая Партия солидарности и развития Союза сообщила, что будет участвовать в выборах в 2010 году и начала подготовку к ним в 2013. Оппозиционная партия Национальная лига за демократию официально объявила, что будет принимать участие в выборах, даже если конституционный барьер, мешающий Аун Сан Су Чжи баллотироваться в президенты, не будет снят.
Социалистическая Партия национального единства и либерально-демократическая Национальная демократическая сила также приняли решение участвовать. Этнические партии будут бороться за места в своих штатах, а некоторые из них сообщили, что вступят в коалицию с Партией национального единства. Всего по состоянию на апрель 2015 года принимать участие в выборах будет 71 партия, 2/3 из них — мелкие этнические партии. На национальном уровне борьба будет проходить между всего двумя партиями.
Специально к выборам будет объявлено общенациональное прекращение огня во всех регионах.

### Отмена довыборов
Избирательная комиссия Мьянмы 7 сентября 2014 отменила довыборы в парламент, которые должны были решить судьбу 30 свободных мест в парламенте, объяснив этой чрезмерной близостью к дате всеобщих выборов и отсутствием политической важности распределения этих 30 мест.

## Предсказания
Предсказывалось дальнейшее уменьшение количества мест у правящей партии, которое наступит после выборов, смена президента после окончания срока полномочий. Место пророчили третьему человеку при хунте, Шве Ману, спикеру нижней палаты парламента.
Аун Сан Су Чжи высказывала желание бороться за президентское кресло, однако нынешняя конституция запрещает ей это делать в связи с тем, что она имеет иностранное гражданство.

## Результаты
Официальный представитель оппозиционной партии Национальная лига за демократию Вин Тхеин заявил, что его партия получила 70 % голосов избирателей. В то же время председатель правящей Союзной партии солидарности и развития Тхэй У признал поражение на прошедших парламентских выборах в стране.
15 ноября было объявлено, что партия Аун Сан Су Чжи получила 131 место в верхней и 238 кресел в нижней палате парламента, то есть, 369 из 664 кресел (56 %) и две трети кресел, не зарезервированных за военными.